# Фустибал
Фустибалът (на латински: fustibalus) е метателно хладно оръжие, вид прашка, ползвана широко по времето на Древен Рим и Средновековието. Това е на практика обикновена прашка, прикрепена върху прът с дължина около 1 – 1,2 метра. Единият край на прашката е здраво прикрепен към горния край пръта, а другият край е свободно нахлузен над него, така че да се освободи от центробежните сили по време на „изстрела“. Стреляло се е по следния начин: след поставянето на камък или друг снаряд в гнездото на прашката, свободният ѝ край се е нахлузвал на горния, заострен край на пръта. Долният край на пръта се хващал с две ръце и фустибалът се е спускал в почти отвесно положение зад гърба. Със силен, рязък замах камъкът (често с големина на юмрук, а и по-голям) се изстрелвал напред. Разстоянието на полет на камъка е много по-голямо, отколкото при обикновената прашка.
Късноримският военен писател Вегетий (Vegetius) споменава в своя труд „De Re Militari“ фустибала като оръжие, което се ползвало редовно в римската армия - главно от спомагателните войски - ауксиларии. Първите изображения на фустибала се намират във византийски и средновековни трудове. С Фустибала са се изстрелвали и запалителни, а по-късно и взривяващи се гранати. Войниците, въоръжени с фустибали се наричали фустибалатори (fustibalator).